# Mission: Impossible III
Mission: Impossible III è un film del 2006 diretto da J. J. Abrams.
La pellicola è il sequel di Mission: Impossible 2 di John Woo e il terzo film della serie di Mission: Impossible.
L'edizione home video è stata distribuita con il titolo M:I:III.

## Trama
Ethan Hunt lavora ancora per l'IMF (Impossible Mission Force), ma ha ormai lasciato le missioni operative. Si occupa dell'addestramento delle nuove reclute, e tutte le sue attenzioni sono ora riservate alla sua ragazza, Julia Meade, un'infermiera ignara del vero lavoro del compagno. Il giorno del loro fidanzamento, però, Hunt viene contattato da John Musgrave, suo amico ed ex compagno, che gli chiede di partecipare ad un'ultima missione: una sua giovane e brillante allieva, Lindsey Farris, è stata catturata durante una missione a Berlino e l'IMF deve organizzare il suo recupero.
Hunt accetta e, insieme al collega Luther Stickell organizza una squadra (di cui entrano a far parte i giovani Declan Gormley e Zhen Lei) per l'operazione di soccorso. Purtroppo Lindsey muore tra le sue braccia, a causa di una microbomba che le è stata innestata nella testa, dopo una sparatoria e una sfortunata fuga in elicottero. Prima di morire, però, la ragazza riesce ad informarlo dell'esistenza di una talpa all'interno dell'IMF. Hunt, contro la volontà di Theodore Brassel, direttore dell'agenzia, decide di organizzare un'altra missione con la sua nuova squadra per dare la caccia agli assassini di Lindsey, individuati in una organizzazione terroristica guidata da Owen Davian e, allo stesso tempo, scoprire il traditore all'interno dell'IMF.
Tramite i resti degli hard disk recuperati nella precedente missione, scoprono che Davian sarà nella Città del Vaticano per vendere un'arma dal nome in codice Zampa di Lepre. La missione sembra andare a buon fine, infatti Davian viene catturato insieme alla sua valigetta contenente le informazioni sull'ubicazione della Zampa di Lepre ma, mentre viene scortato verso il luogo di detenzione, Davian viene liberato sotto gli occhi di Hunt.
Poco dopo Davian lo chiama dicendogli che, per rivedere Julia, che è stata rapita, dovrà recuperare per lui la Zampa di Lepre entro 48 ore. Proprio in quel momento agenti dell'IMF lo arrestano a causa della missione senza permesso a Roma. John Musgrave lo aiuta a fuggire e, raggiunto poi dal resto della squadra, Hunt si reca a Shanghai, dove si trova la Zampa di Lepre, riuscendo a rubarla da un palazzo di massima sicurezza. Poi chiama Davian in tempo per salvare Julia.
Durante lo scambio per salvare Julia, Hunt viene narcotizzato. Quando si riprende, scopre che gli è stata impiantata nel cranio una carica esplosiva come quella di Lindsey, e scopre che la talpa dell'IMF non è Brassel, bensì John Musgrave, il suo sedicente amico, che gli rivela come stanno le cose. Hunt riesce a liberarsi e a mettere momentaneamente fuorigioco Musgrave. Dopo uno scontro con Davian, Hunt ha la meglio e lo uccide, liberando Julia. Ma la carica che ha in testa sta per esplodere, così la istruisce sull'unico modo che ha per salvarsi: Julia dovrà folgorarlo con una scarica elettrica, che bloccherà il timer della carica esplosiva ma anche il suo cuore, e poi dovrà rianimarlo con un defibrillatore.
Prima di poterlo fare, però, Julia è costretta a uccidere John Musgrave sopraggiunto con la Zampa di Lepre. 
Prima di partire per la luna di miele, Julia fa la conoscenza dei colleghi di lavoro di Ethan, e Brassel assicura a Hunt che ogni accusa nei suoi confronti è caduta. Invitato a ritornare agente operativo, Hunt fa intendere a Brassel che per lui non ci saranno più missioni, ma solo una vita tranquilla con la donna che ama.

## Produzione
Nel 2002, i produttori del film avrebbero voluto David Fincher come regista. A causa di alcune divergenze sulla sceneggiatura del film però, il regista rifiutò l'offerta. Nella visione di Fincher, il film avrebbe dovuto essere Rated R e incentrato sul traffico di organi. Fincher venne così sostituito da Joe Carnahan, che però, dopo una disputa sul tono del film, abbandonò il progetto nel luglio del 2004 dopo 15 mesi di lavoro sulla sceneggiatura con Frank Darabont. Dopo l'addio di Carnahan, Tom Cruise offrì il ruolo di regista a J. J. Abrams, che accettò. Il regista dovette però ritardare la produzione del film a causa degli obblighi contrattuali con le serie televisive Alias e Lost. La sceneggiatura, prima della versione definitiva di Alex Kurtzman e Roberto Orci, passò tra le mani di molti altri sceneggiatori: Dean Georgaris, Dan Gilroy, Robert Towne e Frank Darabont.

### Cast

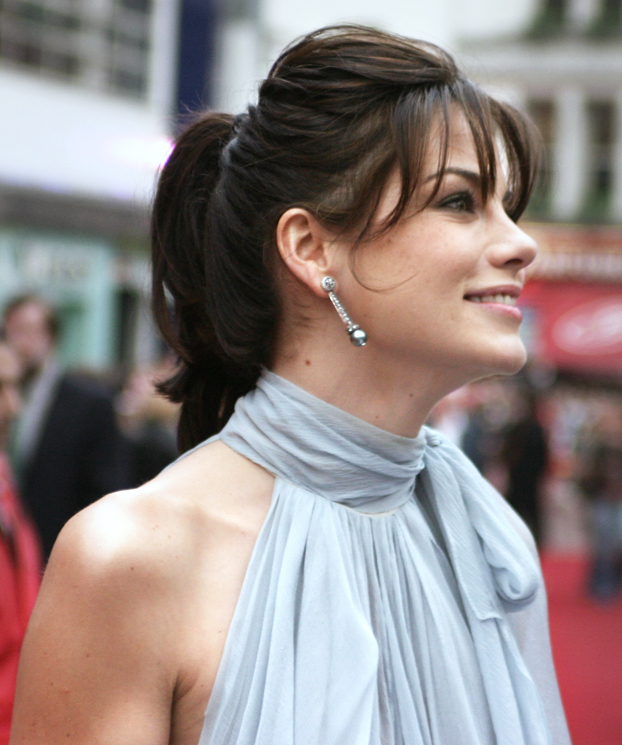
Michelle Monaghan, al debutto nel ruolo di Julia, qui all'anteprima britannica del film nell'aprile 2006.

Inizialmente il regista Joe Carnahan offrì a Thandie Newton il ruolo di Nyah Nordoff, che già aveva interpretato in Mission: Impossible 2, ma l'attrice britannica declinò l'offerta. Nel cast della pellicola, inoltre, erano previsti anche Kenneth Branagh (nel ruolo dell'antagonista principale) e Carrie-Anne Moss ma entrambi rinunciarono a causa dei continui ritardi. Dopo una ristrutturazione del budget e l'ingaggio di un nuovo cast di attori, Tom Cruise ottenne un cachet maggiore.

### Riprese
Le riprese iniziarono in Italia il 18 luglio del 2005 e si conclusero nel mese di ottobre. Quasi tutte le scene apparentemente ambientate nella Città del Vaticano in realtà furono girate all'interno della Reggia di Caserta. La sequenza dell'ingresso al Vaticano fu ripresa in via della Pilotta, nel rione Trevi. L'unica parte del film girata veramente a ridosso del confine Italia/Città del Vaticano è quella riferita all'ingorgo stradale: il film mostra il tratto finale di Viale Vaticano. Anche le scene notturne dei grattacieli di Shanghai furono in realtà girate a Los Angeles. Le altre riprese furono effettuate nella città di Berlino, in Germania, e nella città di Xitang, in Cina.
Cruise, nel suo ruolo di produttore, aveva richiesto al governo tedesco il permesso di girare nella cupola di vetro del Parlamento tedesco, il Bundestag. Cruise aveva precedentemente visitato l'ufficio dei disegnatori Foster&Partners, ed era rimasto molto impressionato. La sua richiesta fu respinta dal presidente del Parlamento tedesco, Wolfgang Thierse.

## Distribuzione
Il film, distribuito dalla Paramount Pictures, è uscito nelle sale negli Stati Uniti d'America e in Italia il 5 maggio 2006.

## Accoglienza

### Incassi
Il film è stato un discreto successo al botteghino. Ha incassato 16,6 milioni di dollari nel suo giorno di apertura e 47,7 milioni di dollari nel suo primo weekend di apertura. La pellicola è restata al primo posto con 25 milioni di dollari durante il suo secondo weekend, superando Poseidon fermo a 22,2 milioni di dollari. Il film è rimasto nella Top 10 del botteghino per tutte le prime sei settimane.
A fronte di un budget di $ 150 milioni, ha incassato 134029801 $ in patria (diventando il secondo film del 2006 a superare la soglia dei 100 milioni di dollari insieme a L'era glaciale 2 - Il disgelo) e 264449696 $ nel resto del mondo, per un incasso totale di 398479497 $, inferiore a quello del secondo capitolo della saga, che nel 2000 aveva raggiunto 546 milioni di dollari.
Mission: Impossible III è il film della saga col minor incasso sia in patria che a livello internazionale.

### Critica
Il film ha avuto critiche contrastanti. Il sito Box Office Mojo ha dichiarato: «Mission: Impossible III manca del forte aggancio e senso del divertimento dei suoi predecessori nella sua presentazione al pubblico, il che è più dannoso di qualsiasi cosa Cruise abbia fatto nella sua campagna stampa», riferendosi ad una famosa intervista rilasciata a Oprah Winfrey nel 2005, in cui l'attore si era comportato in modo bizzarro, creando scalpore. Tale comportamento aveva portato inizialmente la produzione a prendere in considerazione il licenziamento di Cruise, salvo ripensarci in seguito. Secondo alcuni critici il comportamento di Cruise durante l'intervista aveva danneggiato notevolmente gli incassi della pellicola.
Ian Nathan di Empire ha dichiarato che Mission: Impossible III ha «una mezz'ora ispirata, pompata da una solida azione», ma ha aggiunto che «ora viviamo in un universo post-Bourne e del ricalibrato-Bond, dove Ethan Hunt sembra un po' perso».
Sul sito aggregatore di critici cinematografici Rotten Tomatoes, Mission: Impossible III ha ricevuto il 70% di recensioni positive da parte della critica, con una media di 6,6 basata su 221 recensioni.

## Citazioni e riferimenti
All'interno della pellicola, sono presenti alcuni riferimenti a Lost, serie televisiva creata dal regista di Mission: Impossible III, J. J. Abrams:
- viene inquadrato su una scrivania un foglio, seminascosto da altre carte, con un piccolo logo del Progetto DHARMA stampato accanto alle parole "Lost spoiler";
- sulla facciata di un grattacielo di Shanghai appare il logo della Paik Heavy Industries, azienda del padre di Sun-Hwa Kwon;
- nei titoli di coda è citata la Hanso Foundation.

## Sequel
La pellicola ha avuto altri cinque sequel: Mission: Impossible - Protocollo fantasma (2011), Mission: Impossible - Rogue Nation (2015), Mission: Impossible - Fallout (2018), Mission: Impossible - Dead Reckoning (2023) e Mission: Impossible - The Final Reckoning (2025).